# St. Georg (Freiburg im Breisgau)

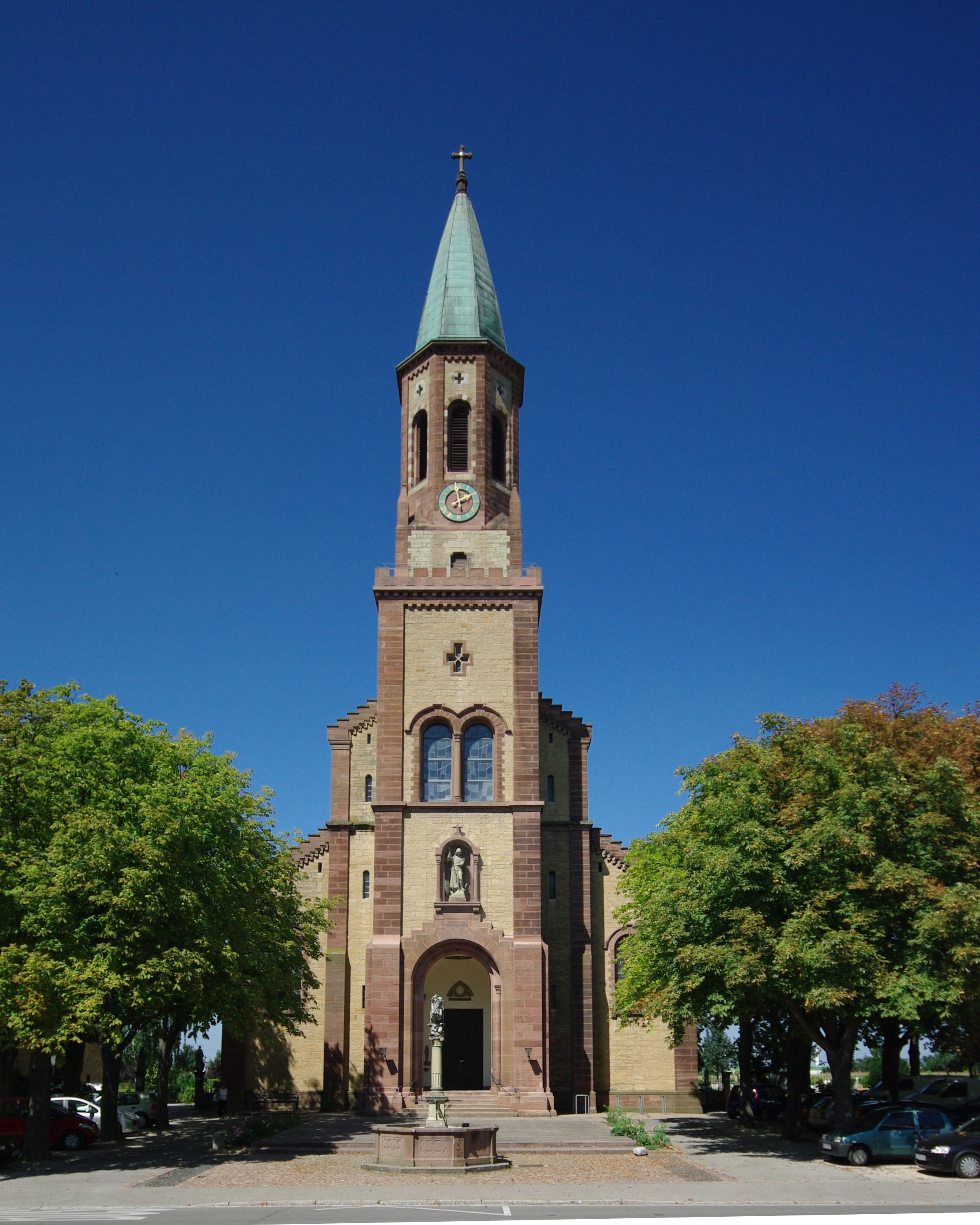
Kirche St. Georg in St. Georgen

Die Kirche St. Georg ist eine römisch-katholische Pfarrkirche im Stadtteil St. Georgen der Stadt Freiburg im Breisgau. Sie gehört zur Seelsorgeeinheit St. Georgen-Hexental im Dekanat Freiburg des Erzbistums Freiburg.

## Geschichte

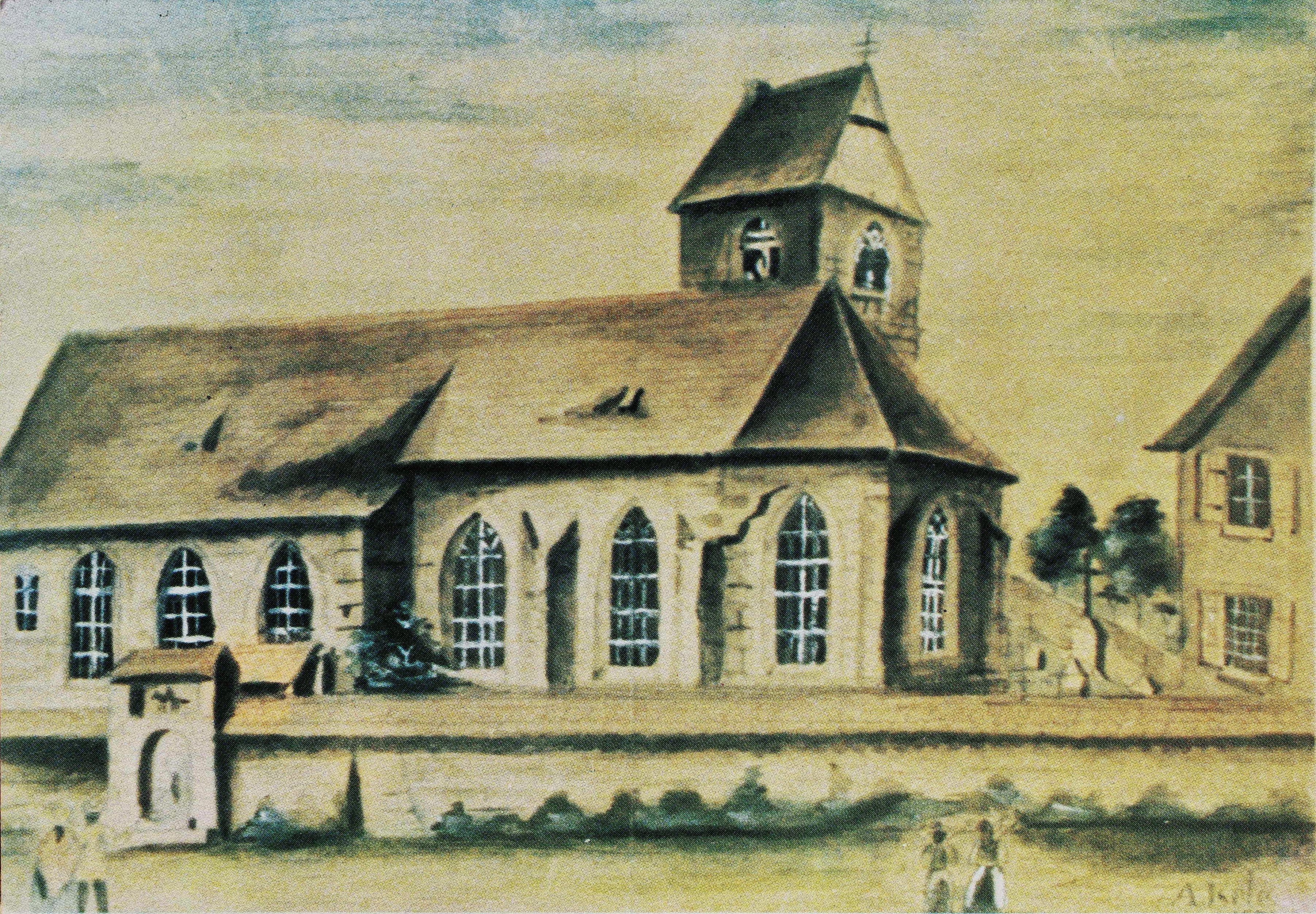
Die Hardkirche. Die Zeichnung ist wahrscheinlich vor dem Abriss der Kirche im Jahre 1866 entstanden, sie wurde 1870 nachträglich mit Aquarelltechniken koloriert. Es ist die einzige bekannte überlieferte Darstellung der Kirche.

Die Kirchenstätte kann bis ins Jahr 804 zurückverfolgt werden; in einer Stiftungsurkunde des Ritters Gisalher an das Benediktinerkloster St. Gallen wird eine Kirche im Dorf Hardkirch nachgewiesen. Das Dorf Hardkirch wurde später Teil von St. Georgen. Die Kirche wurde im Jahre 1178 St. Georg geweiht. Der erste schriftliche Nachweis des Kirchennamens St. Georg für die Hardkirche liegt aus dem Jahr 1322 als „kilche sant Georium“ vor. 1516 wurde unter den Johannitern ein neuer Kirchenbau im gotischen Stil errichtet: die bis ins 19. Jahrhundert bestehende Hardkirche, die im 18. Jahrhundert barock umgestaltet worden war.
Der Neubau im 19. Jahrhundert wurde notwendig, da die Kirchengemeinde so stark angewachsen war, dass viele Gemeindeglieder bei Gottesdiensten keinen Platz mehr in der Kirche mit 400 Plätzen fanden. Dem Sonntagsgottesdienst fernbleiben durfte man als Katholik nicht und es gab nur eine Heilige Messe am Sonntag. Heinrich Hübsch, der ursprüngliche Architekt, wollte die neue Kirche zusätzlich zur alten Hardkirche bauen und hatte dafür auch Rückhalt in der Gemeinde. Der Nachfolger von Hübsch änderte dies einvernehmlich mit dem erzbischöflichen Bauamt, dem Gemeinderat und den Bürgern von St. Georgen, gegen den Willen der Bewohner der Ortsteile Uffhausen und Wendlingen, die auch zur Gemeinde gehörten.

## Heutiger Kirchenbau

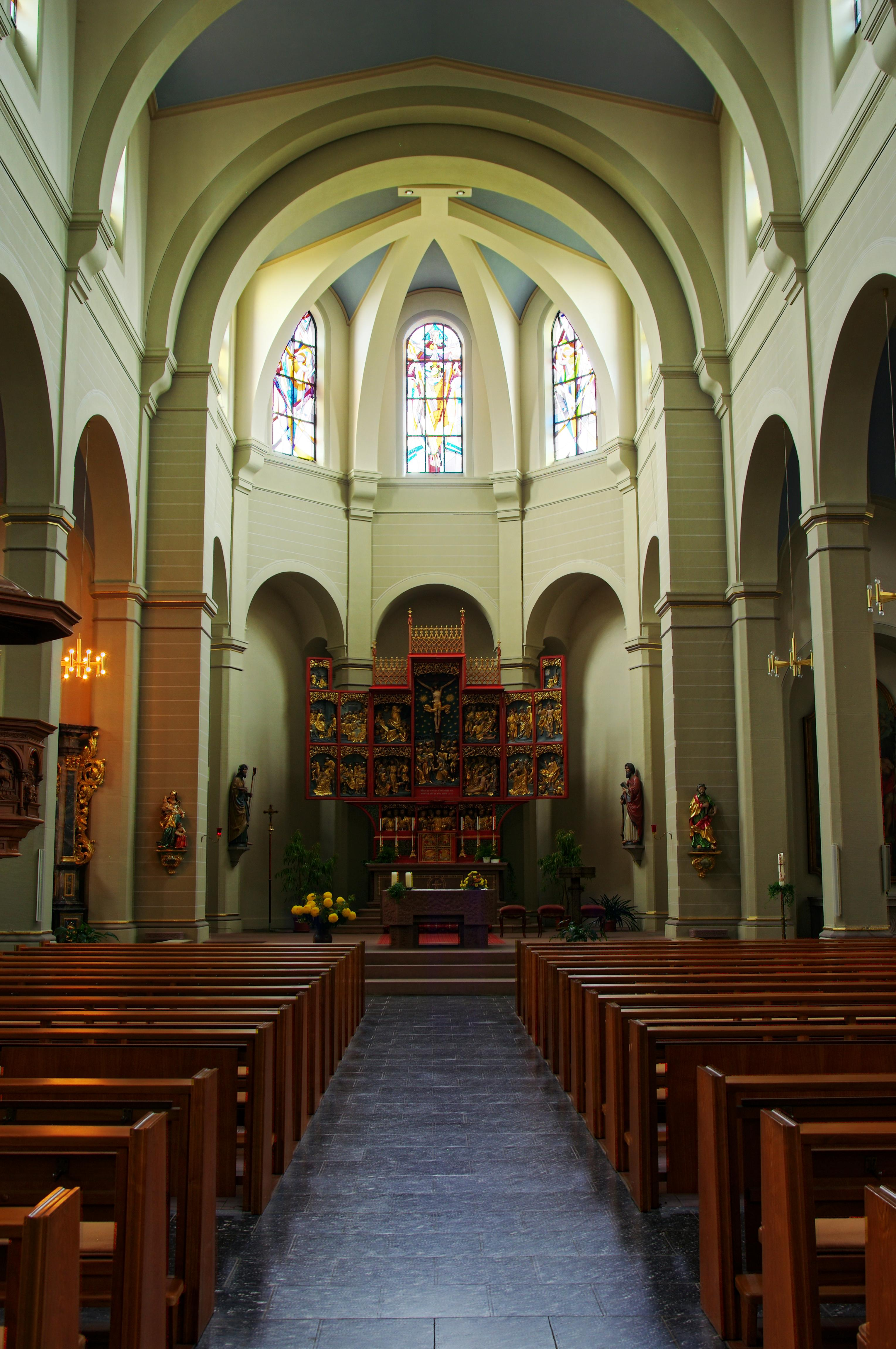
Innenansicht St. Georg

Die aktuelle Kirche wurde in den Jahren 1866 bis 1869 nach den Plänen von Lukas Engesser, mit einem weit gefassten Mittelschiff und zwei schmalen Seitenschiffen errichtet. Am 7. Februar 1869 wurde die Kirche geweiht. Der Innenraum der Kirche wurde immer wieder an den Zeitgeschmack angepasst; die letzte große Renovierung wurde in den Jahren 2005 und 2006 vorgenommen. Die Pläne des Kirchenbaus im Stile des romanischen Historismus mit aufgesetztem Kirchturm waren zeittypisch und entsprachen Entwürfen von Heinrich Hübsch, siehe auch die Kirchen in Sulzburg und Schallstadt-Mengen. Für den Kirchenneubau wurde die alte Hardkirche 1865 abgerissen. Teile des Inventars wurden in die neue Kirche übernommen. Der Neubau wurde so angelegt, dass er – zeittypisch – zur Baslerstraße, der Hauptstraße zeigte.

## Ausstattung

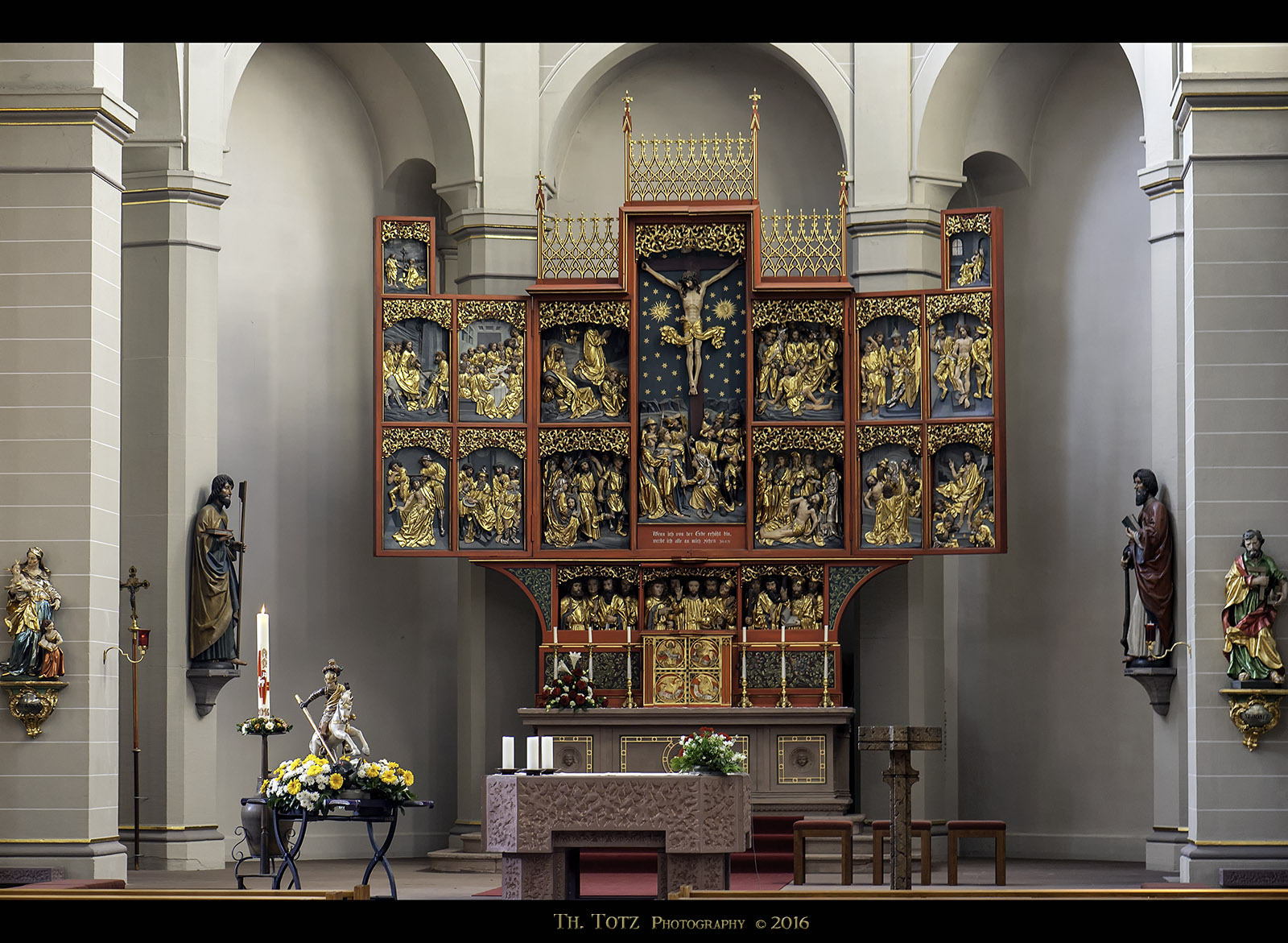
Hochaltar

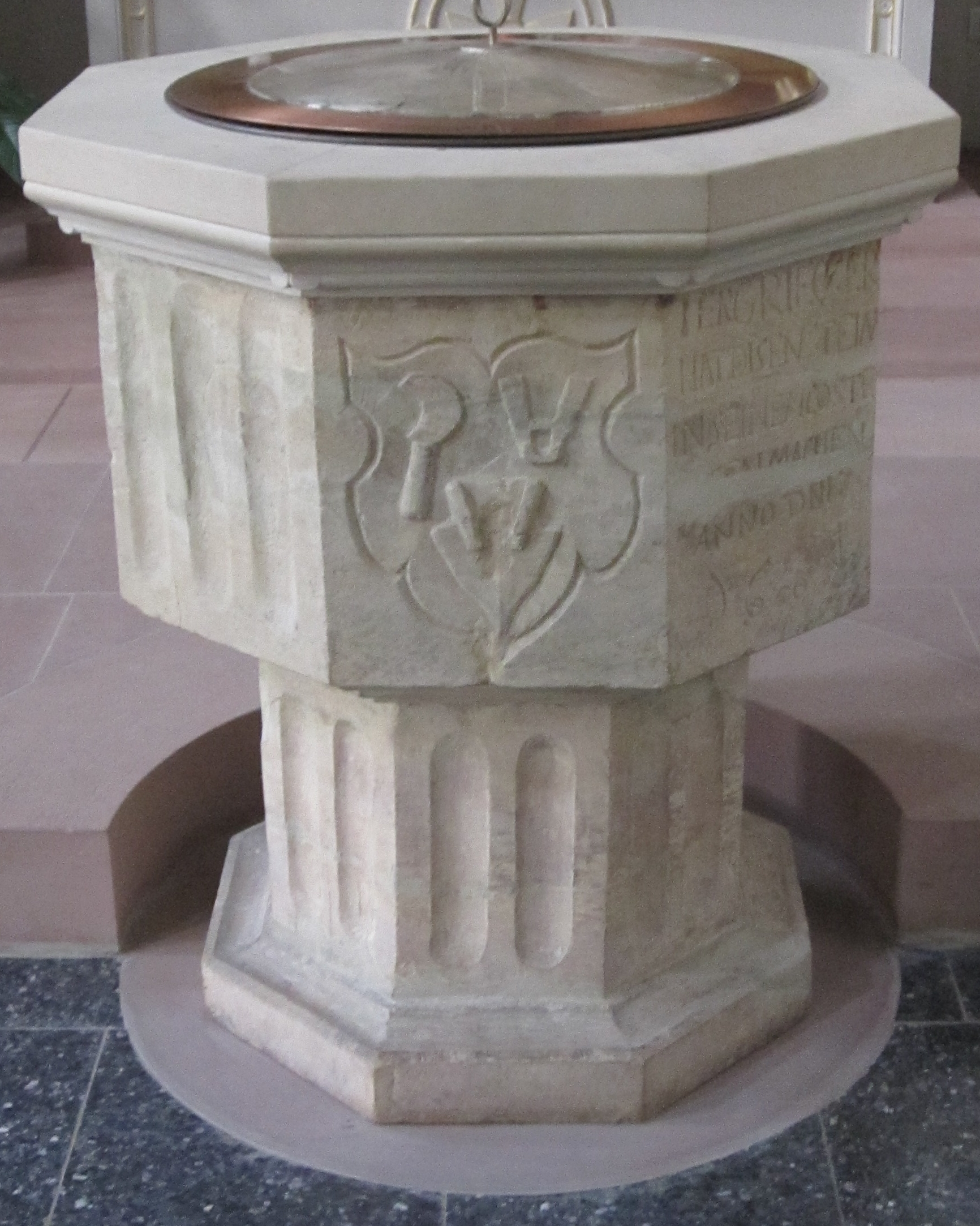
Taufbecken

Der Taufstein aus der Zeit der Renaissance (um 1600) wurde ebenso wie eine barocke Figur des Heiligen Sebastian aus der abgerissenen Hardkirche übernommen.
Die Georgsfigur an der Außenseite über dem Eingang stammt von Franz Xaver Reich.

### Altäre
Der Hochaltar von Joseph Dettlinger wurde bei der ersten Renovierung der Kirche im Jahr 1896 aufgestellt. Er ist eine Kopie des spätgotischen Flügelaltars aus Kaysersberg von Hans Bongart aus dem Jahr 1518 und zeigt Szenen aus der Leidensgeschichte. Motive hiervon verwendete Dettlinger auch für den Kreuzweg in der Kirche Unserer Lieben Frau in der Karlsruher Südstadt.
Der barocke Altaraufsatz des Marienaltars wurde der Kirche 1961 vom Augustinermuseum Freiburg überlassen. Der Zelebrationsaltar stammt vom Freiburger Bildhauer Bruno Knittel.

### Orgel

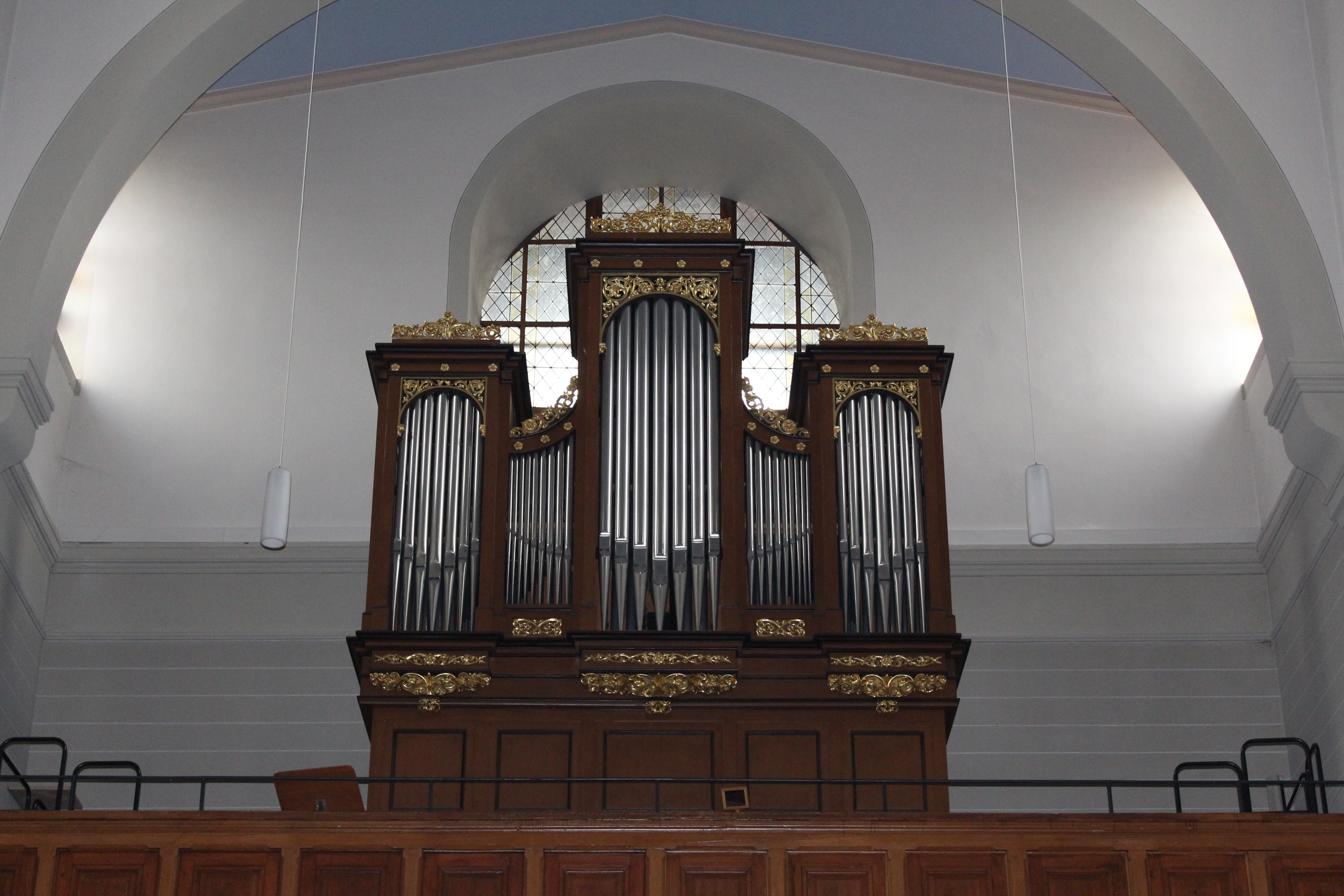
Orgel

Die Orgel von St. Georg geht zurück auf ein Instrument aus der Orgelbauwerkstatt Merklin und Fröhlich aus dem Jahr 1869. Das Orgelgehäuse stammt aus dem Sängerhaus in Freiburg. 1978 wurde das Instrument durch die Orgelbaufirma Fischer & Krämer (Endingen) neu errichtet, wobei ein Teil der alten Register Wiederverwendung fand. Das Instrument hat heute 34 Register auf zwei Manualen und Pedal. Die Trakturen sind mechanisch. 2008 wurde das Instrument durch Orgelbau Mühleisen (Leonberg) renoviert.
| I Hauptwerk C–a3 |                |       |   |
| 1.               | Bourdon        | 16′   | H |
| 2.               | Prinzipal      | 8′    |   |
| 3.               | Viola da Gamba | 8′    |   |
| 4.               | Bourdon        | 8′    |   |
| 5.               | Octave         | 4′    | H |
| 6.               | Rohrflöte      | 4′    | H |
| 7.               | Quinte         | 2 ⁄3′ |   |
| 8.               | Superoctave    | 2′    |   |
| 9.               | Sifflet        | 1′    |   |
| 10.              | Mixtur IV      | 1 ⁄3′ |   |
| 11.              | Cornet V       | 8′    | H |
| 12.              | Trompette      | 8′    | H |
|                  | Tremulant      |       |   |

| II Schwellwerk C–a3 |              |        |   |
| 13.                 | Metallflöte  | 8′     |   |
| 14.                 | Salicional   | 8′     |   |
| 15.                 | Schwebung    | 8′     | H |
| 16.                 | Prestant     | 4′     |   |
| 17.                 | Flauto dolce | 4′     | H |
| 18.                 | Nazard       | 2 ⁄3′  |   |
| 19.                 | Octavin      | 2′     |   |
| 20.                 | Terz         | 1 3⁄5′ |   |
| 21.                 | Larigot      | 1 ⁄3′  |   |
| 22.                 | Cymbel III   | 1′     |   |
| 23.                 | Dulcian      | 16′    |   |
| 24.                 | Hautbois     | 8′     |   |
| 25.                 | Chalumeau    | 4′     |   |
|                     | Tremolo      |        |   |

| Pedal C–f1 |                 |       |   |
| 26.        | Subbass         | 16′   | H |
| 27.        | Violonbass      | 16′   | H |
| 28.        | Octave          | 8′    | H |
| 29.        | Gedecktbass     | 8′    | H |
| 30.        | Octave          | 4′    |   |
| 31.        | Rauschquinte II | 2 ⁄3′ |   |
| 32.        | Bombarde        | 16′   |   |
| 33.        | Trompete        | 8′    |   |
| 34.        | Clairon         | 4′    |   |

- Koppeln: II/I, I/P, II/P
- Anmerkungen:

H = historisches Register bzw. Pfeifenbestand

### Glocken
In der achteckigen Glockenstube des über dem Eingang stehenden Kirchturms hängt in einem Glockenstuhl aus Stahl ein vierstimmiges Glockengeläut. Eine historische Glocke von 1507 wird ergänzt durch drei Glocken, die 1962 von Friedrich Wilhelm Schilling in Heidelberg gegossen wurden.
| Glocke | Gussjahr | Durchmesser | Gewicht | Schlagton |
| ------ | -------- | ----------- | ------- | --------- |
| 1      | 1962     | 1507 mm     | 2330 kg | des'-5    |
| 2      | 1962     | 1324 mm     | 1550 kg | es'-5     |
| 3      | 1507     | 1160 mm     | 1014 kg | ges'-3    |
| 4      | 1962     | 1045 mm     | 782 kg  | as'-5     |

Alle vier Glocken sind in den Uhrschlag der Turmuhr einbezogen: Glocke 1 schlägt jeweils die vollen Stunden, die anderen sorgen für den Viertelstundenschlag. Zifferblätter an den vier Seiten des Turms zeigen auch optisch die Zeit an.

## WeiterführendeLiteratur
- Franz Xaver Kraus: Die Kunstdenkmäler des Grossherzogthums Baden. Band 6. Jacob Christian Benjamin Mohr, Tübingen und Leipzig 1904, S: 321. Digitalisat. Abgerufen am 21. Juni 2015.
- Hermann Brommer: Freiburg, St. Georgen : kath. Pfarrkirche St. Georg, Patrozinium 23. April ; Stadtteil der Stadt Freiburg im Breisgau (238 m ü.d.M.), Schnell & Steiner, München 1979